# Mathias Bregnhøj
Mathias Bregnhøj (Vejle, 11 de noviembre de 1995) es un ciclista profesional danés que milita en las filas del conjunto Terengganu Cycling Team.

## Trayectoria
Mathias Bregnhøj comenzó su carrera ciclista en el Vejle Cykel Klub en su ciudad natal.
En 2017, se unió al equipo continental BHS-Almeborg Bornholm. Dos años más tarde, terminó decimosexto en la Vuelta a Dinamarca. Luego se unió a la formación Riwal Cycling Team en 2022. Buen escalador, obtuvo varios lugares de honor en carreras UCI en Noruega. También destacó en territorio francés al terminar octavo en el Circuito de las Ardenas, decimoquinto en el Tour de l'Ain, decimosexto en la Vuelta a Noruega y decimoséptimo en el Tour de los Alpes Marítimos y de Var.

## Palmarés
2023
- Tour de Olympia
- Circuito de las Ardenas,[1] más 1 etapa
- 1 etapa de la Flèche du Sud